# Alí ben Hamud al-Násir
Alí ben Hamud al-Násir (en árabe: الناصر علي بن حمود). Sexto califa del Califato de Córdoba, primero perteneciente a la dinastía hammudí, desde 1016 a 1018.

## Biografía
Fue nombrado gobernador de Ceuta por el califa Sulaimán al-Mustaín, dentro de su línea política de distribuir el gobierno del califato entre las distintas familias con influencia para así acabar con la anarquía en que se hallaba sumido el reino. Alí ben Hamud pronto fijó su objetivo político en hacerse nombrar califa, para lo cual no dudó en presentarse como descendiente directo de Alí, el yerno de Mahoma.
Tras desembarcar en Algeciras y apoderarse de Málaga, se dirigió a Córdoba, conquistándola el 1 de julio de 1016. Tras decapitar a Sulaimán, se proclamó califa adoptando el título de al-Násir li-din Al-lah (el defensor de la religión de Alá). 
Su política de estricta observancia de las leyes, junto al trato igualitario dado a las distintas etnias dominantes en el califato, hizo que fuera inicialmente aceptado por el pueblo. Pero la aparición en escena de un pretendiente al trono en la figura del omeya Abderramán IV, hizo que el hasta entonces prudente Alí ben Hamud buscase apoyo entre los bereberes y se apartase tanto de árabes como de eslavos. Ello hizo que perdiera la aceptación popular de la que había gozado hasta entonces y fuese asesinado el 22 de marzo de 1018.
A su muerte, y junto a Abderramán IV, surgió otro pretendiente al trono: el hermano de Alí ben Hamud y gobernador de Sevilla, Al-Qásim al-Mamún.
Como sucesor de Alí se considera a Abderramán IV quien, aunque fue proclamado califa el 29 de abril de 1018, nunca llegó a penetrar en Córdoba para hacer valer sus pretensiones, por lo que su califato fue exclusivamente nominal.
| Predecesor: Sulaimán al-Mustaín | Califa de Córdoba 1016 – 1018 en guerra contra Abderramán IV | Sucesor: Abderramán IV (en Játiva) Al-Cásim al-Mamún (en Sevilla) |